# Oncideres maculosa
Oncideres maculosa är en skalbaggsart som beskrevs av Ludwig Redtenbacher 1868. Oncideres maculosa ingår i släktet Oncideres och familjen långhorningar. Inga underarter finns listade i Catalogue of Life.